# Fauzi Mubarak Ajisz
Fauzi Mubarak Ajisz (ur. 27 lutego 1985) – piłkarz bahrajński pochodzenia marokańskiego grający na pozycji pomocnika.

## Kariera klubowa
Karierę piłkarską Ajisz rozpoczął w klubie Al-Muharraq Sports Club. W 2003 roku zadebiutował w jego barwach w bahrajńskiej Premier League. W Al-Muharraq grał do lata 2009. Z klubem tym pięciokrotnie wywalczył mistrzostwo Bahrajnu (2004, 2006, 2007, 2008 i 2009), trzykrotnie Puchar Króla Bahrajnu (2005, 2008, 2009), dwukrotnie Puchar Bahrajnu (2005, 2009), czterokrotnie Puchar Korony Księcia Bahrajnu (2006, 2007, 2008, 2009) i jeden raz AFC Cup w 2008 roku.
Przed rozpoczęciem sezonu 2009/2010 Ajisz przeszedł do katarskiego klubu Al-Sailiya SC.

## Kariera reprezentacyjna
W reprezentacji Bahrajnu Ajisz zadebiutował w 2005 roku. W 2007 roku został powołany przez selekcjonera Milana Máčalę do kadry na Puchar Azji 2007. Tam rozegrał 3 spotkania: z Indonezją (1:2), z Koreą Południową (2:1) i z Arabią Saudyjską (0:4).